# Андроновский сельсовет (Алтайский край)
Андроновский сельсовет — муниципальное образование со статусом сельского поселения и административно-территориальное образование в Тюменцевском районе Алтайского края России. Административный центр — село Андроново.

## Население
| 1997 | 1998 | 1999 | 2000 | 2001 | 2002 | 2003 | 2004 | 2005 |
| ---- | ---- | ---- | ---- | ---- | ---- | ---- | ---- | ---- |
| 727  | ↘708 | ↘600 | ↗659 | ↘644 | ↘622 | ↘607 | ↘604 | ↘566 |
| 2006 | 2007 | 2008 | 2009 | 2010 | 2011 | 2012 | 2013 | 2014 |
| ↗572 | ↘568 | ↘542 | ↘535 | ↘507 | ↘504 | ↘481 | ↘471 | ↘462 |
| 2015 | 2016 | 2017 | 2018 | 2018 | 2019 | 2020 | 2021 |      |
| ↘457 | ↘444 | ↗445 | ↘440 | →440 | ↘422 | ↘413 | ↘388 |      |

По результатам Всероссийской переписи населения 2010 года, численность населения муниципального образования составила 507 человек, в том числе 225 мужчин и 282 женщины. Оценка Росстата на 1 января 2012 года — 481 человек.

## Населённые пункты
В состав сельского поселения входит один населённый пункт — село Андроново.